# Jeanette Hedeager
Jeanette K. Hedeager (født 13. november 1991) er en dansk atlet. Hun startede med atletik som 4-årig i Ringe AK er nu medlem af Odense Atletik/OGF.
Hedeager fik sin debut på det danske U20 landshold i 2006. Hun vandt sølvmedaljen i trespring ved DM 2007 bronzemedaljen gik til hendes mor og træner Susanne Hedeager. Indendørs 2008 blev hun dansk mester i trespring for første gang.
Hedeager gik i eliteidrætsklassen på Tornbjerg Gymnasium.

## Danske mesterskaber
- Bronze 2010 Femkamp-inde
- Bronze 2010 Trespring-inde 11,79
- Sølv 2008 Trespring 10,84
- Guld 2008 Trespring-inde 11,25
- Sølv 2007 Trespring 11,88

## Personlige rekord
- Trespring: 11,88 (2007)